# Église anglicane en Amérique du Nord

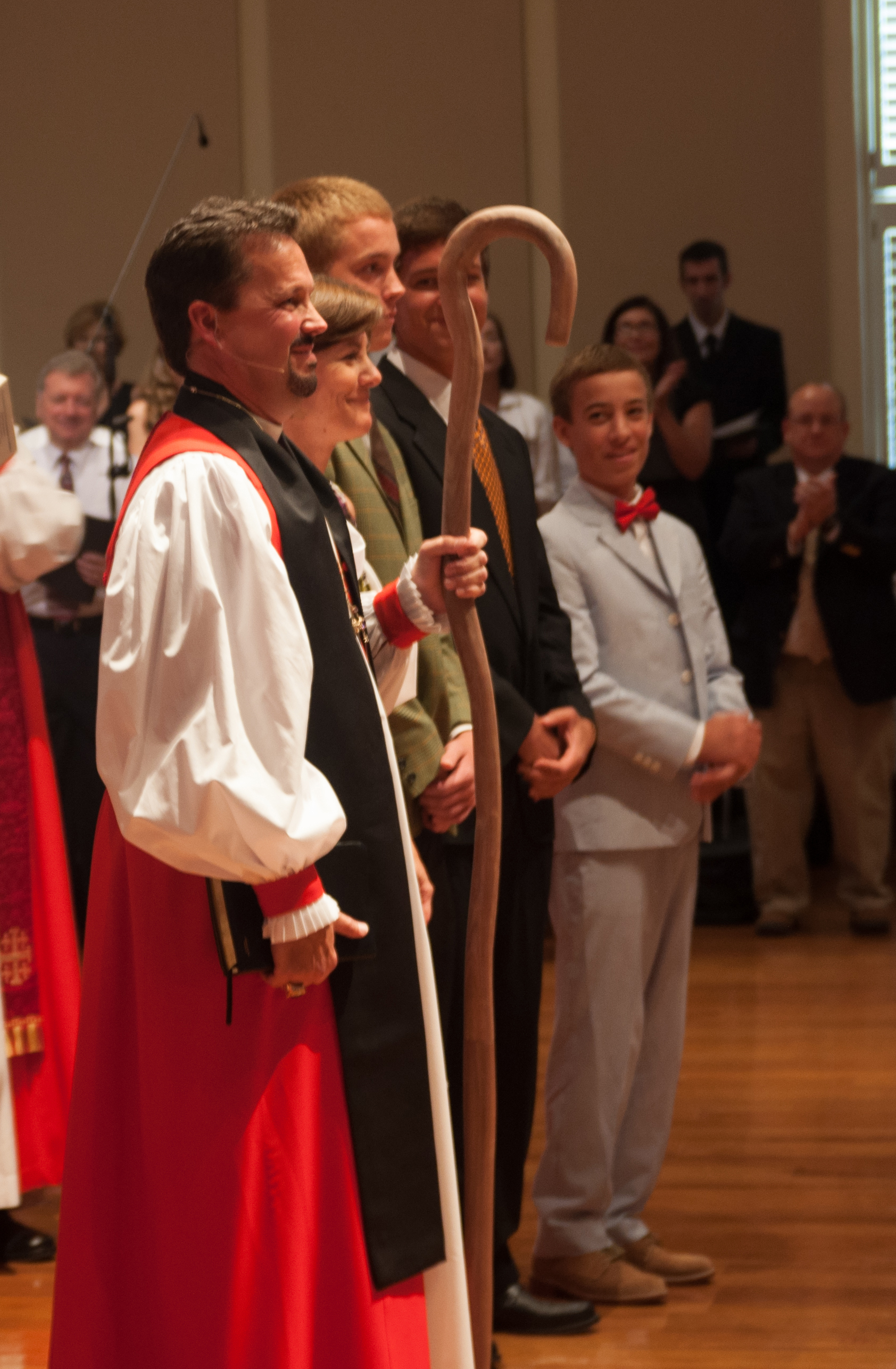
Consécration du Révérend Stephen D. Wood, premier évêque du diocèse des Carolines.

L'Église anglicane en Amérique du Nord (en anglais : Anglican Church in North America) est une dénomination chrétienne dans la tradition anglicane aux États-Unis et Canada. L'église rapporte avoir 29 diocèses et 983 congrégations qui desservent plus de 112 000 membres en Amérique du Nord. Le premier archevêque de l'Église était Robert Duncan, élu en 2009 pour un mandat de cinq ans. Duncan a été remplacé par Foley Beach en 2014,. Le bureau provincial de l'Église est situé à Ambridge, Pennsylvanie.
L'Église anglicane en Amérique du Nord est affilié à la Fraternité des anglicans confessants. L'Église n'est pas un membre de la Communion Anglicane et est considéré comme une église alternative à l'Église épiscopalienne des États-Unis et l'Église anglicane du Canada. Les relations amicales existe avec certaines d'autres provinces anglicanes.